# Даньчжоу
Даньчжоу (кит. спр. 儋州市, піньїнь: Dānzhōu Shì) — місто-округ в південнокитайській провінції Хайнань. 

## Географія
Даньчжоу розташовується у північній частині острова-провінції на східному узбережжі Тонкінської затоки.

### Клімат
Місто знаходиться у зоні, котра характеризується кліматом тропічних саван. Найтепліший місяць — червень із середньою температурою 27.8 °C (82 °F). Найхолодніший місяць — січень, із середньою температурою 16.7 °С (62 °F).
| Клімат Даньчжоу (район Нада) | Клімат Даньчжоу (район Нада) | Клімат Даньчжоу (район Нада) | Клімат Даньчжоу (район Нада) | Клімат Даньчжоу (район Нада) | Клімат Даньчжоу (район Нада) | Клімат Даньчжоу (район Нада) | Клімат Даньчжоу (район Нада) | Клімат Даньчжоу (район Нада) | Клімат Даньчжоу (район Нада) | Клімат Даньчжоу (район Нада) | Клімат Даньчжоу (район Нада) | Клімат Даньчжоу (район Нада) | Клімат Даньчжоу (район Нада) |
| Показник                     | Січ.                         | Лют.                         | Бер.                         | Квіт.                        | Трав.                        | Черв.                        | Лип.                         | Серп.                        | Вер.                         | Жовт.                        | Лист.                        | Груд.                        | Рік                          |
| Середній максимум, °C        | 22                           | 23                           | 27                           | 31                           | 32                           | 32                           | 33                           | 32                           | 30                           | 28                           | 25                           | 22                           | 28                           |
| Середня температура, °C      | 17                           | 18                           | 22                           | 25                           | 27                           | 28                           | 28                           | 27                           | 26                           | 24                           | 21                           | 18                           | 23                           |
| Середній мінімум, °C         | 13                           | 15                           | 17                           | 20                           | 23                           | 24                           | 23                           | 23                           | 22                           | 20                           | 17                           | 14                           | 19                           |
| Норма опадів, мм             | 19                           | 25                           | 36                           | 87                           | 218                          | 210                          | 241                          | 295                          | 329                          | 224                          | 82                           | 31                           | 1797                         |
| ---------------------------- | ---------------------------- | ---------------------------- | ---------------------------- | ---------------------------- | ---------------------------- | ---------------------------- | ---------------------------- | ---------------------------- | ---------------------------- | ---------------------------- | ---------------------------- | ---------------------------- | ---------------------------- |
| Джерело: Weatherbase         |                              |                              |                              |                              |                              |                              |                              |                              |                              |                              |                              |                              |                              |